# グローバル・アライアンス・リアルティ
グローバル・アライアンス・リアルティ株式会社は、不動産運用会社（投資顧問会社）。

## 概要
J-REITであるグローバル・ワン不動産投資法人の資産運用会社。
主要株主は明治安田生命保険グループ、三菱UFJフィナンシャル・グループ、近鉄グループである。当初は、ゼネラルモーターズグループの日本ジーエムエーシー・コマーシャル・モーゲージ株式会社も設立発起人にして主要株主であったが、後に森ビルグループに株式を譲渡した。

## 沿革
- 2002年（平成14年）7月1日 - 当社設立（資本金1億円）。出資者は日本GMACCM（後のキャップマークジャパン）（40百万円、40％）、近畿日本鉄道（40百万円、40％）、明治生命保険（10百万円、10％）、東京三菱銀行（5百万円、5％）、三菱信託銀行（5百万円、5％）[1]。
- 2002年（平成14年）10月4日 - 増資（資本金4億円）
- 2003年（平成15年）4月2日 - 旧投信法第6条の投資信託委託業者として投資法人資産運用業の認可取得[2]。
- 2010年（平成22年）9月9日 - 森ビルグループが、キャップマークジャパングループより当社株式の取得を発表[3]。

## 株主
- 明治安田生命保険グループ 14.9%
  - 明治安田生命保険相互会社 10.0%
  - 株式会社ダイヤモンド・アスレティックス 4.9%
- 三菱UFJフィナンシャル・グループ 14.9%
  - 株式会社三菱UFJ銀行 5.0%
  - 三菱UFJ信託銀行株式会社 5.0%
  - 三菱HCキャピタル株式会社 4.9%
- 近鉄グループ 14.9%
  - 近鉄グループホールディングス株式会社 10.0%
  - 近鉄保険サービス株式会社 4.9%
- 森ビルグループ 14.9%
  - 森ビル株式会社 10.0%
  - 森喜代株式会社 4.9%
- 三菱総合研究所 3.8%
- その他国内金融機関12社 36.6%[4]